# Lupșa (okręg Braszów)
Lupșa – wieś w Rumunii, w okręgu Braszów, w gminie Hoghiz. W 2011 roku liczyła 103 mieszkańców.